# Metal Slug Anthology
Metal Slug Anthology (Metal Slug Complete au Japon) est un jeu vidéo de run and gun développé par SNK Playmore et édité par Atari Inc., disponible sur Wii, PSP et PlayStation 2. Le jeu est une compilation de la série Metal Slug, il contient donc les jeux Metal Slug, Metal Slug 2, Metal Slug X, Metal Slug 3, Metal Slug 4, Metal Slug 5 et Metal Slug 6,.

## Système de jeu
Metal Slug est un jeu de plate-forme en 2D : le joueur avance de gauche à droite dans des niveaux explosifs, foisonnants de tirs ennemis. Le joueur doit tirer en rafale sur ces ennemies et se frayer un chemin dans ces niveaux.
La version Wii du jeu propose plusieurs gameplays différents : uniquement avec la Wiimote, avec la Wiimote et un Nunchuck, avec le pad Wii ou encore avec le pad GameCube.